# Bernadotte Károly svéd királyi herceg
Oszkár Károly Vilmos (Oscar Carl Wilhelm) (Stockholm, 1861. február 27. – Stockholm, 1951. október 24.) A Bernadotte-házból származó svéd és norvég királyi herceg.

## Élete

### Származása
1861-ben született, édesapja Oszkár svéd királyi herceg, a későbbi II. Oszkár király, édesanyja pedig Zsófia született nassaui hercegnő, házassága révén svéd hercegné, majd királyné volt. Szülei házasságából négy gyermek született, Károly harmadikként, testvérei:
- V. Gusztáv (1858–1950), Värmland hercege, apja halála után Svédország királya. Viktória badeni hercegnőt vette feleségül.
- Oszkár (1859–1953), Gotland hercege, a svéd hadsereg tábornoka. Mivel 1888-ban rangon aluli házasságot kötött Ebba Munk af Fulkilával (1858–1946), elvesztette jogait és címét, és a Bernadotte hercege titulust kapta, mely haláláig szólt. Nagybátyja, I. Adolf luxemburgi nagyherceg 1892-ben a Wisborg grófja címet adományozta neki.
- Károly
- Jenő (1865–1947), Närke hercege, festőművész és műgyűjtő. Nem nősült meg.

Születésekor a  Västergötland hercege címet kapa. Édesanyja akaratának megfelelően nem magántanárok tanították, hanem egy arisztokrata fiúk számára fenntartott iskolában tanult testvéreihez hasonlóan. Természetesen katonai képzésben részesült. Több nemzetközi humanitárius szervezet tagja volt; 1906 és 1945 között a Svédországi Vöröskereszt elnöke volt.

### Felesége, gyermekei

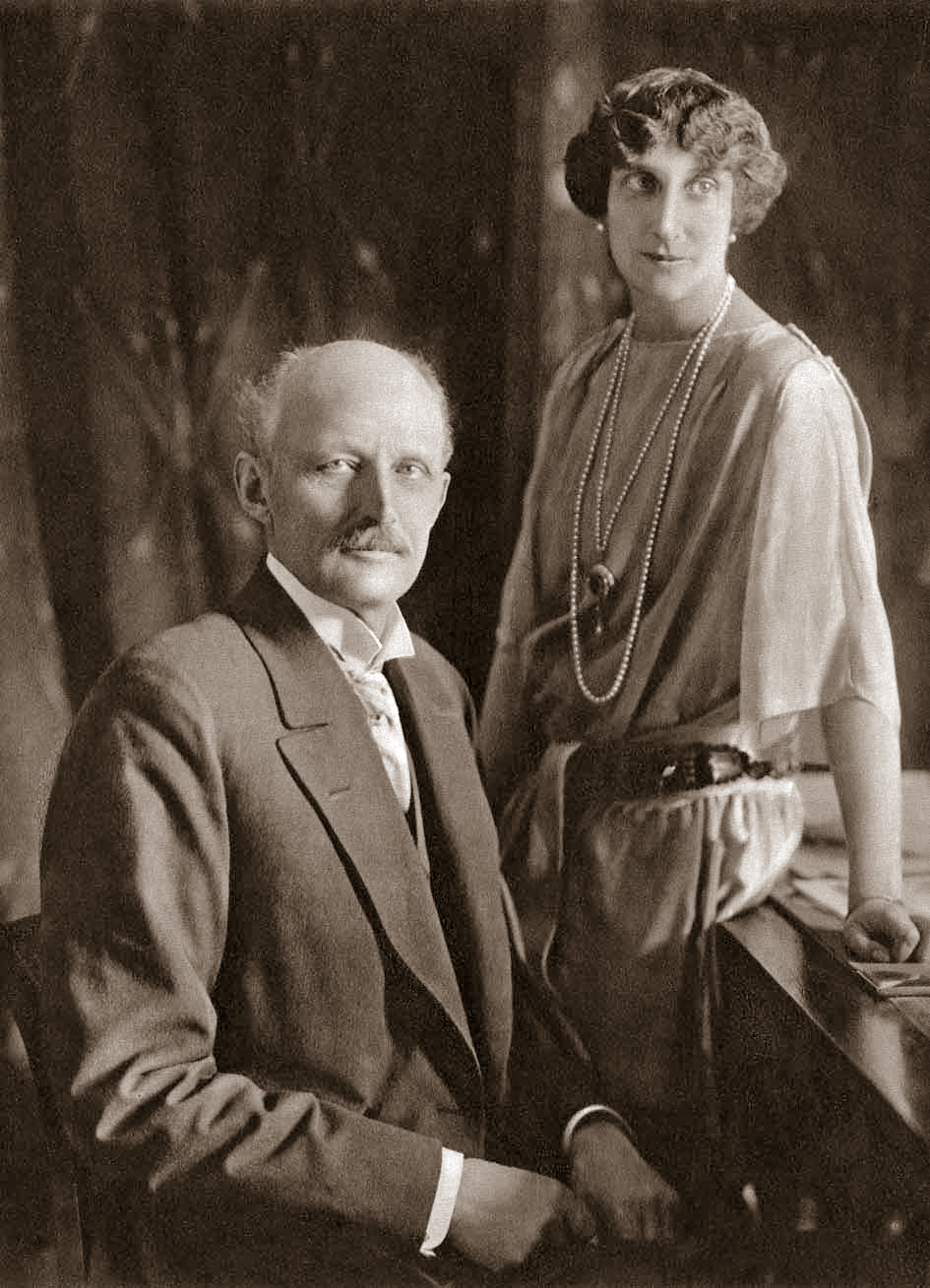
Károly és felesége, Ingeborg

1897. augusztus 27-én Koppenhágában feleségül vette Ingeborg dán királyi hercegnőt, VIII. Frigyes dán király és Lujza királyné leányát. A feleség anyai nagyapja XV. Károly svéd király volt, így Károly unokatestvére egyben anyósa is lett. Házasságukból négy gyermek született:
- Margit Zsófia Lujza Ingeborg (1899-1977), aki Axel dán herceg, IX. Keresztély dán király unokájának felesége lett
- Márta Zsófia Lujza Dagmar Tíra (1901-1954), aki V. Olaf norvég király neje lett, bár a norvég királyné címet nem viselhette mert férjének 1957-es trónrakerülése előtt elhunyt.
- Asztrid Zsófia Lujza Tíra (1905-1935), aki III. Lipót belga király neje lett
- Károly Gusztáv Oszkár Frigyes Krisztián, (1911-2003) Östergotland hercege, 1937-ben morganatikus házassága miatt lemond címeíről és jogairól. Sógorától, III. Lipót belga királytól A Bernadotte hercegi címet kapta.

A házaspár Stockholm Djurgården kerületében rendezték be rezidenciájukat, kezdetben (1899-1908) a Park Udden villa később, 1923-ig a Byström villa adott otthont a családnak. Ezután a Blasi Holmen félszigeten álló kastélyukban éltek. A herceg 1909-ben Norrköping környékén építtette fel a Fridhem villát, ahol a nyarakat töltötték.
Bár házasságuk előre elrendezett volt, jól sikerült, boldog és harmonikus családban nevelték gyermekeiket. Ingeborgot jó humora és kellemes természete miatt szerte Svédországban szerették.
1905-ben felbomlott a svéd-norvég unió és a norvég trónra új király kellett. A jelöltek között felmerült Károly neve is, a norvégok ezzel is a békés úton való szétválást akarták elősegíteni. Apja Oszkár király sosem fogadta el fia jelölését és ezért a trónra VII. Haakon került. Később Haakon fia, a későbbi Olaf király és Károly lánya, Márta házasodott össze.
Károly herceg 1951-ben halt meg szívelégtelenség következtében. Holttestét a királyi temetőben (Kungliga begravningsplatsen) helyezték örök nyugalomra.